# Fakelaki
Fakelaki (griechisch φακελάκι, auch Fakellaki, φακελλάκι, ‚kleiner Umschlag‘) ist eine in Griechenland geläufige Bezeichnung für eine bestimmte Form der Korruption. Dabei wird dem Empfänger diskret ein Geldbetrag in einem Umschlag überreicht, um bestimmte Vorteile zu erzielen oder gar erst Gehör zu finden. Um auf den übertragenen Sinn aufmerksam zu machen, wird das Wort manchmal in Anführungszeichen gesetzt.
Weit verbreitet sollen Fakelakia im griechischen Gesundheitswesen sein: Der Arzt werde vom Patienten bestochen, um die Behandlung zu beschleunigen oder zu verbessern. Auch in anderen Teilen des öffentlichen griechischen Lebens sollen Fakelakia gereicht werden, beispielsweise bei Behörden zur Beschleunigung von Verwaltungsprozessen (z. B. bei Bauanträgen), bei der technischen Kfz-Überwachung oder bei Führerscheinprüfungen.
In Griechenland wird die Praktik des Fakelaki schon seit Jahren öffentlich kritisiert.
Auch wird über Einzelfälle berichtet, in denen korrupte Empfänger hart bestraft wurden. Transparency International Griechenland schätzte, dass 2009 von griechischen Privatpersonen 787 Mio. Euro Bestechungsgelder gezahlt wurden. Das wären umgerechnet auf 10,8 Millionen Einwohner 72,87 Euro pro Kopf pro Jahr. Für 2010 wurde die Gesamtsumme der Bestechungsgelder von Transparency International auf 632 Mio. Euro und 2011 noch auf 554 Mio. Euro geschätzt, wobei als Ursache des Rückgangs die wirtschaftliche Krise angesehen wird.
Das Fakelaki ist lediglich eine von mehreren Formen der Korruption in Griechenland; gleichwohl wurde der Begriff insbesondere in deutschsprachigen Medien in Veröffentlichungen über Ursachen der seit 2009 wahrgenommenen griechischen Finanzkrise zu einem Topos, während der in Griechenland ebenso geläufige, indes phonetisch weniger markante Begriff Rousfeti (ρουσφέτι von türkisch rüşvet ‚Bestechungsgeld‘) kaum Erwähnung findet. Der griechische Parlamentspräsident Filippos Petsalnikos kritisierte 2010 diese Berichterstattung als übertrieben und erklärte, er habe noch nie ein Fakelaki gegeben und würde dies aus Überzeugung auch nie tun.
Die griechische Polizei hat eine Hotline geschaltet, an der Fälle dieser Korruptionsform gemeldet werden können. Bestechungsgeldern wird mit markierten Geldscheinen zu Beweiszwecken begegnet. Über die landesweite Rufnummer oder per E-Mail kann man zudem Steuervergehen, rechtswidrige Handlungen staatlicher Amtsträger und Korruptionsfälle auf dem allgemeinen öffentlichen Sektor anonym anzeigen.
Gegenwärtig (Stand: 2012) wird ein Gesetz ausgearbeitet, das dem Empfänger von Bestechungsgeldern zusätzlich zur strafrechtlichen Verurteilung eine Strafe in Höhe des 50-fachen Betrags als Strafe auferlegt. Weiterhin sollen Fälle des Bestechungsvorwurfs vor Gericht bevorzugt werden.
Auf der von Christina Tremonti initiierten Internet-Plattform edosafakelaki  („Ich habe Fakelaki gegeben“) kann berichtet werden, wo und wann wem Schmier- beziehungsweise Bestechungsgelder bezahlt worden sind. Diese Internetseite ist zu einer regelrechten Bewegung geworden. Binnen kurzer Zeit waren fast 1500 Berichte aufgeführt, die diskutierte Fakelaki-Summe betrug derweil über fünf Millionen Euro.

## Verwandte Themen
- Schmiergelder in arabischen Ländern werden von Europäern häufig als Bakschisch bezeichnet.